# L’Hôpital-Saint-Lieffroy
L’Hôpital-Saint-Lieffroy ist eine französische Gemeinde mit 122 Einwohnern (Stand: 1. Januar 2022) im Département Doubs in der Region Bourgogne-Franche-Comté.

## Geographie
L’Hôpital-Saint-Lieffroy liegt auf 337 m, neun Kilometer nordöstlich von Baume-les-Dames und etwa 27 Kilometer westsüdwestlich der Stadt Montbéliard (Luftlinie). Das Dorf erstreckt sich in einer Talmulde am Rand der Kalkhochfläche zwischen den Flusstälern von Doubs im Süden und Ognon im Norden, am Nordwestfuß des Bois de Montfort.
Die Fläche des 3,43 km² großen Gemeindegebiets umfasst einen Abschnitt der gewellten Landschaft zwischen Doubs und Ognon. Der Hauptteil des Gebietes wird von einer Talmulde eingenommen, die sich nach Osten zum Doubstal öffnet. Die südliche Abgrenzung verläuft auf einer bewaldeten Höhe (Bois de la Charme und Bois de la Baumotte), welche L’Hôpital-Saint-Lieffroy vom Doubstal trennt. Hier wird mit 445 m die höchste Erhebung der Gemeinde erreicht. Nach Norden erstreckt sich das Gemeindeareal bis auf die angrenzende Kalkhochfläche (bis 420 m).
Nachbargemeinden von L’Hôpital-Saint-Lieffroy sind Fontaine-lès-Clerval im Norden, Pays de Clerval mit Clerval im Osten, Hyèvre-Paroisse im Süden sowie Voillans im Westen.

## Geschichte
Im Mittelalter befand sich beim heutigen Dorf ein Siechenhaus. Die Ortschaft gehörte zur Kastlanei Clerval, die im 14. Jahrhundert unter die Oberhoheit der Grafen von Montbéliard kam. Zusammen mit der Franche-Comté gelangte das Dorf mit dem Frieden von Nimwegen 1678 definitiv an Frankreich.

## Sehenswürdigkeiten

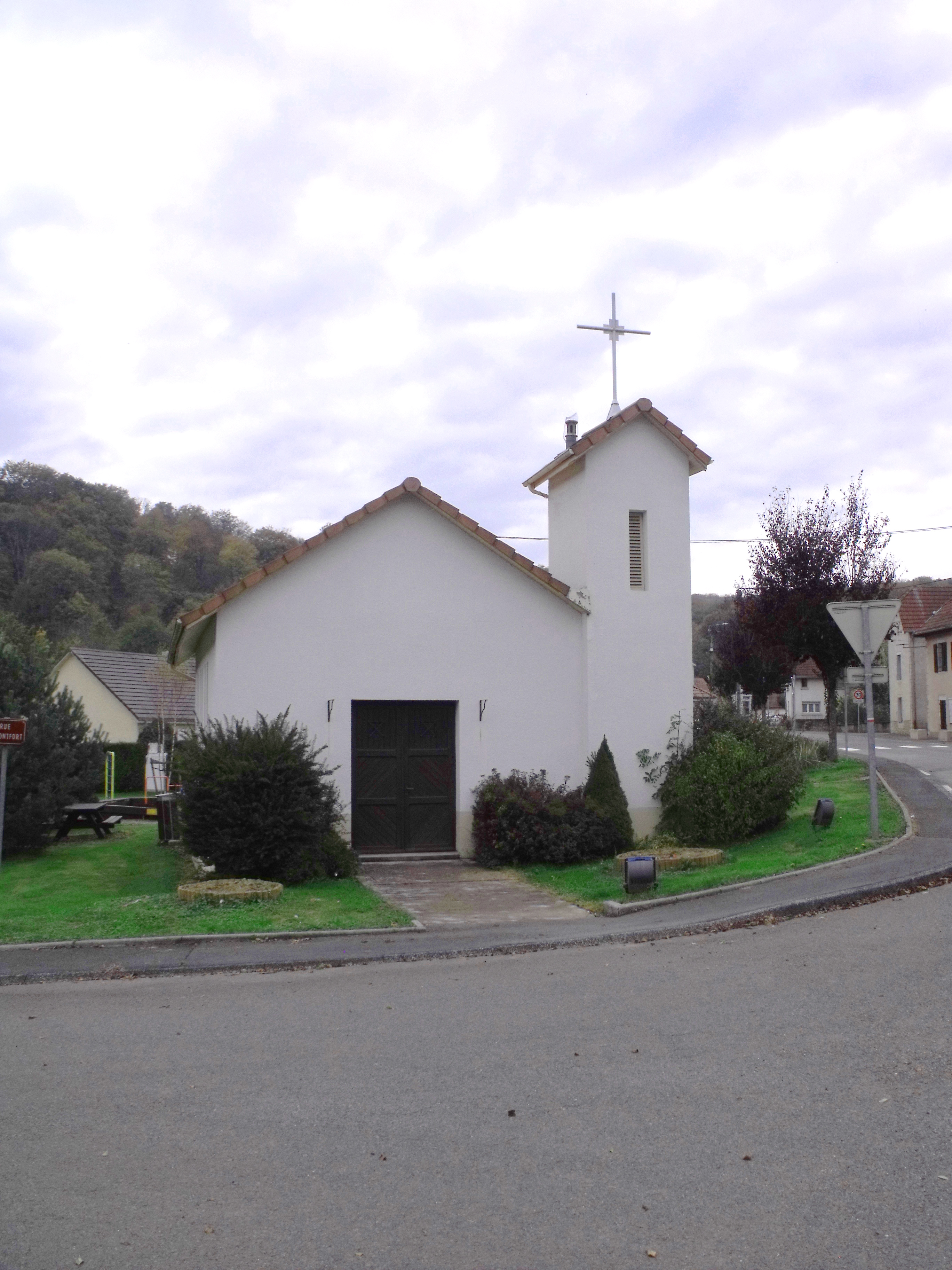
Kapelle Notre-Dame

Die Kapelle Notre-Dame in L’Hôpital-Saint-Lieffroy wurde 1957 neu erbaut.

## Bevölkerung
| Jahr                       | 1962 | 1968 | 1975 | 1982 | 1990 | 1999 | 2006 | 2016 |
| Einwohner                  | 55   | 54   | 50   | 87   | 74   | 72   | 82   | 113  |
| Quellen: Cassini und INSEE |      |      |      |      |      |      |      |      |

Mit 122 Einwohnern (Stand 1. Januar 2022) gehört L’Hôpital-Saint-Lieffroy zu den kleinsten Gemeinden des Départements Doubs. Während des 20. Jahrhunderts bewegte sich die Einwohnerzahl stets im Bereich zwischen 50 und 90 Personen.

## Wirtschaft und Infrastruktur
L’Hôpital-Saint-Lieffroy war bis weit ins 20. Jahrhundert hinein ein vorwiegend durch die Landwirtschaft (Ackerbau, Obstbau und Viehzucht) geprägtes Dorf. Insbesondere die Pferdezucht hat noch heute einen wichtigen Stellenwert. Daneben gibt es einige Betriebe des lokalen Kleingewerbes. Mittlerweile hat sich das Dorf auch zu einer Wohngemeinde gewandelt. Viele Erwerbstätige sind deshalb Wegpendler, die in den größeren Ortschaften der Umgebung ihrer Arbeit nachgehen.
Die Ortschaft liegt abseits der größeren Durchgangsstraßen an einer Departementsstraße, die von Clerval nach Autechaux führt. Der nächste Anschluss an die Autobahn A36, welche das Gemeindegebiet tangiert, befindet sich in einer Entfernung von ungefähr zehn Kilometern. Eine weitere Straßenverbindung besteht mit Fontaine-lès-Clerval.